# イリナ・スピールリア
イリナ・スピールリア（Irina Spîrlea, 1974年3月26日 - ）は、ルーマニア・ブカレスト出身の元女子プロテニス選手。右利き、バックハンド・ストロークは片手打ち。最大の武器は片手打ちのバックハンド・スライス（逆回転のボール）で、同僚選手の中でもシュテフィ・グラフを最も敬愛していた。シングルス自己最高ランキングは7位。WTAツアーでシングルス4勝、ダブルス6勝を挙げた。

## 来歴
1990年に16歳でプロ入り。1994年7月にイタリア・パレルモの大会でツアー初優勝を果たし、この年にWTAアワードの「年間最優秀新人賞」を授与された。1996年末に、初めて世界ランキングトップ10位以内に入る。ルーマニア人の女子テニス選手としては、これは1978年の全仏オープン優勝者バージニア・ルジッチ以来だった。1996年から1998年まで、スピールリアは世界ランキング16位以内の選手しか出場資格を得られない女子年間最終戦の「チェイス選手権」（当時の名称）に出場した。
1997年にスピールリアは選手経歴の最盛期を迎え、全豪オープンでベスト8に入り、全米オープンで準決勝に進出した。全豪オープンの準々決勝では、当時16歳だった第4シードのマルチナ・ヒンギスに 5-7, 2-6 で敗れる。全米オープンでは第11シードで出場し、2回戦で人気急上昇中だったロシアの16歳アンナ・クルニコワを破り、準々決勝では下降線にさしかかった第2シードのモニカ・セレシュを破って勝ち進む。初めて進出した準決勝では、17歳の黒人少女ビーナス・ウィリアムズと対戦した。ビーナスは当時世界ランキング66位のノーシード選手であったが、この試合でスピールリアは 6-7, 6-4, 6-7 のスコアでビーナスに敗れ、決勝進出を逃した。（テニス4大大会では、全米オープンのみ最終セットでもタイブレークを採用している。）これがスピールリアの4大大会自己最高成績である。この年に、スピールリアは世界ランキングを自己最高の7位に上げた。
1998年の全豪オープンで、スピールリアは1回戦でウィリアムズ姉妹の妹セリーナ・ウィリアムズに敗れてしまう。これがセリーナの4大大会デビュー戦だった。この年の5月、全仏オープンの最後の前哨戦にあたる「ストラスブール選手権」で最後のシングルス優勝を飾る。この年はウィリアムズ姉妹やヤナ・ノボトナとの対戦が多くなった。
テニス選手が比較的少ないルーマニアを代表してきたスピールリアだったが、2000年に全豪オープン、全仏オープン、ウィンブルドンですべて1回戦敗退に終わる。ウィンブルドンでの1回戦敗退を最後に、26歳で現役を引退した。